# Отряд Burn Up
Отряд Burn Up (バーンナップスクランブル) — аниме, снятое в 2004 году. Является ремейком сериалов Burn Up W и Burn Up Excess, в котором сохранены многие персонажи из них, но сюжетная линия отличается. Главной героиней является Рио Кинедзоно — офицер полиции, входящая в состав секретного полицейского отряда под названием «Воины».

## Персонажи
Рио Кинедзоно — главная героиня аниме. Блондинка с большой грудью, является мастером рукопашного боя, может уклониться даже от летящей в неё пули. Постоянно предпринимает попытки найти человека, в которого она могла бы влюбиться. Достаточно жёстко отвергает ухаживания своего начальника Юдзи Наруо, не считая его подходящим кандидатом на роль любимого человека. Несмотря на то, что все её попытки найти свою любовь заканчиваются неудачей, она верит, что когда-нибудь ей всё-таки повезёт.
Сэйю: Мэгуми Тоёгути
Мая Дзингу — офицер полиции, член отряда «Воинов». Тихая и спокойная девушка, является отличным стрелком. Имеет привычку открыто указывать Рио на её недостатки, на что Рио довольно бурно реагирует. Коллекционирует игрушечных медвежат и … боевые пистолеты, каждому из которых присвоила собственное имя.
Сэйю: Риэ Кугимия
Лилика Эветт — застенчивая и неуверенная в себе девушка-телепат, может читать мысли при физическом контакте. Благодаря своим способностям была определена в отряд «Воинов». Вскоре благодаря взаимодействию с Рио и Маей её силы начали расти. Под воздействием алкоголя начинает вести себя более раскованно.
Сэйю: Мамико Ното
Юдзи Наруо — начальник полицейского департамента. Умный и хорошо образованный офицер из богатой семьи. Оказывает Рио знаки внимания, однако после каждого раза оказывается избитым. Несмотря на это продолжает добиваться от неё взаимности.
Сэйю: Хироки Такахаси
Мацури Тамагава — офицер полиции, девушка Юдзи, хочет выйти за него замуж. Видит в Рио угрозу для своего брака и предупреждает её держаться подальше от Юдзи, хотя на самом деле Рио не интересуется им. В конце расстаётся с Юдзи.
Сэйю: Риэ Танака
Капитан — командующая «Воинами» женщина, настоящее её имя не известно. Властная и твёрдая, она тайно решает испытать на них новое секретное оружие. Во время очередного задания на девушек нападают неизвестные в силовой броне и ранят их. Впоследствии оказалось, что они были подосланы капитаном, чтобы испытать новую броню и оружие. После поражения новых воинов в схватке с Рио и Маей, она сама вызывает их на схватку, чтобы убить всех, кроме Лилики, которая нужна ей из-за её экстрасенсорных способностей. Потерпев поражение в жестокой драке, она была отстранена от дел.
Сэйю: Юко Кагата

## Список серий аниме
| 1 | Warriors Strike at Dawn! «Uōriāzu Akatsuki ni Shutsugekisu» (ウォーリアーズ 暁に出撃す!!)                                       | 12 января 2004  |
| Рио Кинедзоно, сотрудница секретного полицейского подразделения, устраивает драку в ресторане, побив при этом случайно оказавшегося в зале начальника полицейского департамента. На следующий день, прибыв на работу, она узнаёт его, хочет извиниться, но тут поступает важное задание: в город направляется банда байкеров. Вместе с коллегой, офицером Маей Дзингу, девушки спешат на задание. | |                 |
| 2 | Defeat the Mobile-Robber Madgunder! «Taose!! Gōdatsu Sharyō "Maddokandā!!» (倒せ!! 強奪車両『マッドガンダー!!)                  | 19 января 2004  |
| У Рио снова проблемы: неизвестный грабитель украл банкомат, раздавив при этом её велосипед, а у неё улетели её последние десять тысяч. Прибыв на работу, она узнаёт, что кража банкоматов произошла в нескольких местах. «Воины» Рио и Мая отправляются на задание. | |                 |
| 3 | Warriors, Five Seconds 'Til Detonation! «Uōriāzu Bakushi Gobyō Mae!!» (ウォーリアーズ 爆死五秒前!!)                             | 26 января 2004  |
| У Рио и Маи появляется напарница Лилика Эветт, робкая и застенчивая девушка, обладающая экстрасенсорным восприятием. С ней они должны предотвратить взрыв в крупном центре. | |                 |
| 4 | Crash! Seventy Thousand Kilometers in Tokyo! «Gekitotsu!! Dai Tōkyō 7-man kiromētoru» (激突!! 大東京7万km!!)                    | 2 февраля 2004  |
| «Воины» должны поймать неизвестного квартирного вора. Одновременно с этим к Рио приходит подруга начальника полиции Мацури Тамагава и угрожает ей. | |                 |
| 5 | Dust Explosion of Love and Sorrow! «Ai to Kanashimi no Funjin Bakuha!!» (愛と哀しみの粉塵爆破!!)                                | 9 февраля 2004  |
| Рио получает персональное поручение: пройтись вместе с Лиликой по городу. Постоянно страдая от её неспособности контролировать свои способности, Рио приходит к Мае. В её квартире они находят коллекцию пистолетов. Затем все трое выпивают пиво, и тут оказывается, что Лилика чересчур восприимчива к алкоголю.                                                                                | |                 |
| 6 | Western Sapporo - A Hell at Shiretoko! «Uesutan Sapporo～Shiretoko Jigokuhen～» (ウェスタン札幌 ～知床地獄篇～)                 | 16 февраля 2004 |
| Мая рассказывает Рио и Лилике историю из своего прошлого. В детстве её усыновил наёмник, научивший её обращаться со всеми видами огнестрельного оружия. Вместе с ним Мая уничтожает бандитов, пришедших к нему. После его гибели она отправляется мстить главе мафии. Лилика и Рио верят этой истории, но в конце Мая говорит, что придумала её.                                                  | |                 |
| 7 | Shot Down! Nightmare at Airport 2023 «Gekitsui Akumu no Eapōto 2023» (撃墜 悪夢のエアポート2023)                                | 23 февраля 2004 |
| Мая и Рио должны обеспечить безопасный визит иностранной принцессы в страну. В итоге задание оказывается далеко не простым. | |                 |
| 8 | Super Message from Deep Space! «Daiginga kara no Chō Messēji» (大銀河からの超メッセージ)                                        | 1 марта 2004    |
| Рио сражается с инопланетянами, прилетевшими, чтобы захватить Землю. | |                 |
| 9 | The Black Seajack! Crash Over the Ocean! «Kuroi Shījakku!! Kaijō Daigekitotsu» (黒いシージャック!! 海上大激突!!)                | 8 марта 2004    |
| «Воины» должны арестовать плывущего на корабле босса мафии. Тот вызывает Рио на свидание, где пытается её убить. Одолев его, Рио и Мая спрашивают его, зачем он хотел убить их. Тот говорит, что был лишь нанят, но прежде чем он успевает назвать имя заказчика, его убивает ракета. Рио, Мая и Лилика пытаются узнать имя заказчика.                                                            | |                 |
| 10 | Destruction of Great Tokyo! Farewell Warriors! «Dai Tōkyō Zenmetsu!～Saraba Uōriāzu!!～» (大東京全滅!～ さらばウォーリアーズ!!) | 15 марта 2004   |
| Рио и Мая ранены во время нового задания. Их временно отстраняют от работы, а в отряд набирают новых воинов. | |                 |
| 11 | Last Match, Warrior's Super Battle! «Rasuto Macchi Uōriāzu!! Chō Kessen!!» (ラストマッチ ウォーリアーズ超決戦!!)                | 22 марта 200    |
| Новые воины творят бесчинства, и Рио с Маей вступают с ними в схватку. Победив и тяжело ранив их, девушки бросают вызов их бывшему капитану, оказавшейся предателем. | |                 |
| 12 | Go Warriors! To Infinity and Beyond! «Ike Uōriāzu!! Eien no Hate ni!!» (行けウォーリアーズ!! 永遠の果てに!!)                    | 29 марта 2004   |
| Отряд «Воины» расформирован. Рио, Мая и Лилика оказываются не у дел. Но девушки не собираются сидеть сложа руки и принимают участие в освобождении похищенного ребёнка. Как оказалось впоследствии, «похищение» организованно с целью восстановить репутацию «Воинов». Рио возвращается в возрождённый отряд, где встречает Маю и Лилику, а также их нового командира: Юдзи Наруо.                | |                 |